# Asociación Olímpica de Jamaica
La Asociación Olímpica de Jamaica (código COI: JAM) es el Comité Olímpico Nacional que representa a Jamaica. También es el organismo responsable de la representación de Jamaica en los Juegos Olímpicos.

## Historia
La Asociación Olímpica de Jamaica fue fundada en 1936 y reconocida por el Comité Olímpico Internacional ese mismo año.